# R.M.N.
«R.M.N.» — художній фільм румунського режисера Крістіана Мунджіу, прем'єра якого відбулася у травні 2022 року на кінофестивалі в Каннах.

## Сюжет
Фільм розповідає, з якими проблемами зіткнулася Румунія як частина сучасної Європи. Головний герой, Матіас, перед Різдвом повертається з Німеччини додому, в гірське село в Трансильванії, і бачить, що за його відсутності багато що змінилося.

## У ролях
- Марін Григоре
- Юдіт Стате

## Виробництво та прем'єра
Мунджіу зняв фільм за підтримки Mobra Films спільно з французькими компаніями Why Not Productions, Wild Bunch International, France 3 Cinéma і Le Pacte, бельгійською Les Films du Fleuve і шведськими Filmgate Films і Film iV äst компаніями. Виробництво підтримали також Румунський кіноцентр, Canal+, France Télévisions, Ciné+ і Eurimages. Бюджет фільму становить 2,8 мільйона євро. Зйомки проходили в грудні 2021 — січні 2022 року в Трансильванії.
Прем'єра фільму відбулася у травні 2022 року на Каннському кінофестивалі в рамках основної програми.